# Lago di Joux
Il lago di Joux (in francese lac de Joux, in arpitano lèc de Jor) è un lago svizzero nel distretto La Vallée del canton Vaud. Si trova ad una altezza di 1.004 m s.l.m., ha una superficie di 9,5 km² ed una profondità massima di 32 m.
Il lago è alimentato principalmente dal fiume Orbe, il quale arriva da sud-est dalla Francia e dal fiume Lionne che attraversa il comune di l'Abbaye. Una parte delle sue acque defluiscono nel lago Brenet, suo piccolo vicino, ma la maggior parte defluisce attraverso il sottosuolo fino a Vallorbe dove riprende il corso del fiume Orbe. L'acqua passa attraverso il suolo calcareo del lago e riesce alle grotte di Vallorbe.

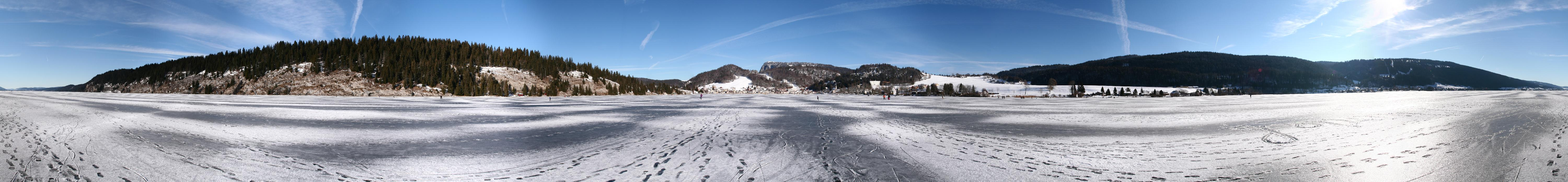
Lago di Joux, panorama 360° (2008)